# Britt Ekland
Britt Ekland, nome de batismo Britt-Marie Eklund (Estocolmo, 6 de outubro de 1942), é uma atriz sueca, mais conhecida por seu papel de bond girl em 007 contra o Homem da Pistola de Ouro e por seus atribulados relacionamentos com o ator Peter Sellers e o cantor Rod Stewart.

## Biografia
Fluente em quatro línguas, Britt começou a carreira no cinema sueco e transferiu-se para a Inglaterra, onde se estabeleceu há quatro décadas. Casou-se com o ator e comediante Peter Sellers em 1964 e fez dois filmes com ele, que a lançaram como sex symbol no cinema britânico. Com Sellers também teve um relacionamento atribulado, sempre exposto na mídia, mas manteve-se ao lado do ator quando ele teve um série de ataques cardíacos na metade da década e com quem teve um filha em 1965, Victoria.
Sua maior popularidade no cinema veio no começo dos anos 70, quando participou de Get Carter (1971), sucesso criminal com Michael Caine e no cultuado O Homem de Palha (1973) clássico de horror e suspense. No ano seguinte, atingiu o auge da popularidade como símbolo sexual como Mary Goodnight, a agente sexy e estabanada de 007 contra o Homem da Pistola de Ouro, segundo filme de Roger Moore como o espião de Sua Majestade, de 1974.
No ano seguinte, ela começou um relacionamento de grande publicidade na imprensa com o cantor Rod Stewart, e deixou a carreira para se dedicar ao cantor. O relacionamento durou dois anos, acabando por infidelidade assumida de Stewart e que levou a um rumoroso caso nos tribunais londrinos. Nos anos seguintes, Britt trabalhou mais em televisão e foi mais popular por suas relações no jet-set internacional e por seus namoros do que por sua carreira cinematográfica.
Em 2004, foi protagonizada por Charlize Theron no fime The Life and Death of Peter Sellers, que teve sua pré-estreia no Festival de Cinema de Cannes.